# Кольмурано
Кольмурано (итал. Colmurano) — коммуна в Италии, располагается в регионе Марке, в провинции Мачерата.
Население составляет 1287 человек (2008 г.), плотность населения составляет 111 чел./км². Занимает площадь 11 км². Почтовый индекс — 62020. Телефонный код — 0733.
Покровителем коммуны почитается святой Донат, празднование 7 августа.

## Демография
Динамика населения:

## Галерея
- Стена
- Porta ogivale
- Благовещенский храм
- Пресвятая Богородица, фреска
- Благовещенская улица

## Администрация коммуны
- Официальный сайт: http://www.comune.colmurano.mc.it/